# Сталінградська битва (фільм)
«Сталінградська битва» — радянський двосерійний художній фільм 1949 року, режисера Володимира Петрова. Кіноепопея, що оповідає про вирішальну битву Німецько-радянської війни. Прем'єра 1 серії відбулася 9 травня 1949 року, 2 серії — 18 січня 1949 року. У 1960 році фільм був підданий редакції: з 1 серії були вирізані кілька сцен за участю Л. П. Берії.

## Сюжет
Літо 1942 року. Німецькі війська рвуться до Волги, але Сталін дає вказівки генералу Василевському докласти всіх зусиль для того, щоб відстояти Сталінград. Сюди відправляється представник Ставки Маленков, який закликає трудящих стати на захист рідного міста. Ополчення затримує наступ німців до підходу свіжих сил. На допомогу обложеному місту через Волгу переправляються сили генерала Родимцева. Сержант Павлов робить свій знаменитий подвиг. За вказівкою Сталіна з півночі по німцях, що наступають, б'ють сили сусіднього фронту, відволікаючи противника від натиску на Сталінград. І нарешті приймається рішення про направлення сюди генерала Рокоссовського для організації контрнаступу, дату якого визначає Сталін.
Тим часом у Вашингтоні президент Франклін Рузвельт висловлює своє співчуття «цим росіянам, що борються» і відправляє на переговори свого спецпредставника Гаррімана. Однак Вінстон Черчілль і далі саботує відкриття «другого фронту». А тим часом незадоволений повільністю Паулюса Гітлер наказує кидати на Сталінград дедалі нові й нові сили, у тому числі союзників-румун.
Верховний головнокомандувач пропонує провести операцію по захопленню в кільце угруповання німецьких військ у районі Сталінграда. У листопаді 1942 року операція успішно завершується і армія Паулюса опиняється в котлі. Навіжений Гітлер зі своєї ставки віддає накази оточеним військам і далі чинити безглуздий опір. Генерали Рокоссовський і Воронов складають план закінчення операції, пов'язаний з повним знищенням військ Паулюса. Німці відмовляються здатися і терплять розгром. У кінцівці солдати 64-ї армії Шумилова беруть у полон фельдмаршала Паулюса.

## У ролях
| Актор                     | Роль                                          |
| ------------------------- | --------------------------------------------- |
| Олексій Дикий             | Сталін                                        |
| Максим Штраух             | Молотов                                       |
| Віктор Хохряков           | Маленков                                      |
| Михайло Кварелашвілі      | Берія                                         |
| Микола Дорохін            | Хрущов                                        |
| Володимир Соловйов        | Калінін                                       |
| Юрій Толубєєв             | Жданов                                        |
| Микола Рижов              | Каганович                                     |
| Гаррі Мушегян             | Мікоян                                        |
| Михайло Державін-старший  | Ворошилов                                     |
| Гавриїл Бєлов             | діяч Партії і Радянської держави              |
| Юрій Шумський             | генерал Василевський                          |
| Василь Меркур'єв          | генерал Воронов                               |
| Борис Ліванов             | генерал Рокоссовський                         |
| Микола Колесников         | Генерал Єременко                              |
| Микола Симонов            | генерал Чуйков                                |
| Василь Орлов              | генерал Крилов                                |
| Сергій Бржеський          | генерал Родимцев                              |
| Микола Плотников          | комісар Гуров                                 |
| Борис Смирнов             | лейтенант Калеганов                           |
| Леонід Князєв             | сержант Павлов                                |
| Володимир Головін         | генерал Ватутін                               |
| Олексій Краснопольський   | генерал Труфанов                              |
| Михайло Названов          | полковник Людников                            |
| Микола Крючков            | лейтенант Іванов                              |
| Олександр Антонов         | полковник Попов                               |
| Микола Черкасов           | президент США Франклін Рузвельт               |
| Н. Раєвський              | помічник Рузвельта Керр                       |
| Віктор Станіцин           | Вінстон Черчілль / генерал Толбухін           |
| Костянтин Михайлов        | Вільям Гарріман                               |
| Павло Массальський        | американський журналіст                       |
| Михайло Астангов          | Гітлер                                        |
| Михайло Гаркаві           | Герінг                                        |
| Микола Коміссаров         | фельдмаршал Кейтель                           |
| Борис Свобода             | генерал Йодль                                 |
| Микола Рибников (старший) | генерал Вейхс                                 |
| Володимир Всеволодов      | генерал Шмідт                                 |
| Володимир Гайдаров        | генерал-фельдмаршал Паулюс                    |
| Євген Калузький           | ад'ютант Паулюса полковник Адам ( 1-а серія ) |
| Микола Ніколаєвський      | ад'ютант Паулюса полковник Адам ( 2-а серія ) |
| Володимир Чернявський     | генерал Курт Цейцлер                          |
| Ростислав Плятт           | генерал Гот                                   |
| Петро Аржанов             | румунський генерал Станеску                   |
| Сергій Блинников          | Поскрьобишев ( немає в титрах )               |
| Софія Пилявська           | жінка з дитиною ( немає в титрах )            |
| Микола Хрящиков           | Епізод ( немає в титрах )                     |
| Михайло Воробйов          | епізод                                        |
| Юрій Левітан              | закадровий текст                              |

## Знімальна група
- Режисер: Володимир Петров
- Автор сценарію: Микола Вірта
- Оператори: Юрій Єкельчик, Костянтин Петриченко, Григорій Айзенберг
- Композитор: Арам Хачатурян
- Художник: Леонід Мамаладзе
- Звукооператор: Валерій Попов